# Liste der Kulturdenkmäler in Acht (Eifel)
In der Liste der Kulturdenkmäler in Acht sind alle Kulturdenkmäler der rheinland-pfälzischen Ortsgemeinde Acht aufgeführt. Grundlage ist die Denkmalliste des Landes Rheinland-Pfalz (Stand: 23. Oktober 2023).

## Einzeldenkmäler
| Bezeichnung                      | Lage                                   | Baujahr | Beschreibung                   | Bild                           |
| -------------------------------- | -------------------------------------- | ------- | ------------------------------ | ------------------------------ |
| Katholische Kapelle St. Hubertus | Am Kirchenweg Lage                     | 1826    | Saalbau, 1826; Wegekreuz, 1631 | weitere Bilder Fotos hochladen |
| Wegekreuz                        | Im Hasenbaum, Ecke Am Kirchenweg Lage  | 1724    | Wegekreuz, bezeichnet 1724     | BW                             |
| Wegekreuz                        | nordöstlich des Ortes an der K 11 Lage | 1597    | Wegekreuz, bezeichnet 1597     | BW                             |